# 뉴트리라이트
뉴트리라이트(Nutrilite)는 칼 렌보그(1887~1973)가 
1934년, 북미최초 종합 비타민 미네랄 제품을 개발
1935년, ‘캘리포니아 비타민사’ 설립
1935년, ‘뉴트리라이트사’로 개명
1948년, 복합미네랄제품 ‘더블엑스’ 개발
```
현재는 
암웨이
와 같이 사업중이다.
```